# La mia natura è il fuoco
La mia natura è il fuoco è un libro di Louis de Wohl, pubblicato nel 1960.
La protagonista del romanzo è Caterina Benincasa, conosciuta come Santa Caterina da Siena. La narrazione inizia presentando Caterina, non ancora quindicenne, che si oppone ai tentativi della madre di organizzarle un matrimonio: il suo desiderio è infatti quello di entrare nell'ordine terziario di S. Domenico (popolarmente detto delle “mantellate”).  Nella descrizione della vita di Santa Caterina sono coinvolti numerosi personaggi e avvenimenti dell'epoca, tra cui: le lotte tra gli stati in cui è divisa l'Italia trecentesca (in cui Caterina interviene con tentativi di pacificazione), il processo subito presso il Capitolo Generale dell'ordine Domenicano (1374), l'epidemia di peste (1374) a Siena, il viaggio ad Avignone allo scopo di convincere il papa a ritornare a Roma e infine la morte di Caterina a Roma nel 1380.

## Edizioni
Fonte: Catalogo del Servizio Bibliotecario Nazionale.
- Louis de Wohl, La mia natura è il fuoco, traduzione di Antonella Berni, prefazione di Davide Rondoni, Milano, Rizzoli, 2007.